# Sarah Will
Sarah Will (Valley Cottage, 1965) è un'ex sciatrice alpina statunitense paralimpica, vincitrice di 13 medaglie paralimpiche (12 ori).

## Biografia
Originaria di Pico Mountain nel Vermont, fu resa paraplegica da un incidente sciistico nel 1988.

### Carriera sciistica
Esordì ai Giochi paralimpici invernali a Tignes 1992, dove vinse la medaglia d'oro nella discesa libera e nel supergigante e non completò lo slalom gigante e lo slalom speciale; due anni dopo ai VI Giochi paralimpici invernali di Lillehammer 1994 conquistò la medaglia d'oro nella discesa libera, nel supergigante e nello slalom speciale e si classificò 6ª slalom gigante.
Ai VII Giochi paralimpici invernali di Nagano 1998 si aggiudicò la medaglia d'oro nel supergigante, nello slalom gigante e nello slalom speciale e quella d'argento nella discesa libera e ai Mondiali di Anzère 2000 vinse la medaglia d'oro nella discesa libera; agli VIII Giochi paralimpici invernali di Salt Lake City 2002, suo congedo agonistico, vinse la medaglia d'oro in tutte e quattro le gare previste: discesa libera, supergigante, slalom gigante e slalom speciale.

### Altre attività
Residente a Vail, terminata l'attività agonistica ha lavorato come commentatrice sportiva per gli X Games di ESPN (ai quali è stata anche una delle prime atlete a esibirsi con il monosci) e in occasione delle Paralimpiadi invernali di Vancouver 2010 e Soči 2014 per la rete televisiva NBC; è impegnata nella promozione dell'inclusione delle persone disabili e dell'uso del monosci.

## Palmarès

### Paralimpiadi
- 13 medaglie[5]:
  - 12 ori (discesa libera, supergigante a Tignes 1992; discesa libera, supergigante, slalom speciale a Lillehammer 1994; supergigante, slalom gigante, slalom speciale a Nagano 1998; discesa libera, supergigante, slalom gigante, slalom speciale a Salt Lake City 2002)
  - 1 argento (discesa libera a Nagano 1998)

### Mondiali
- 1 medaglia (dati parziali):
  - 1 oro (discesa libera[4] ad Anzère 2000)

## Riconoscimenti
- U.S. Ski and Snowboard Hall of Fame (2009)[1]
- U.S. Olympic & Paralympic Museum Hall of Fame (2009)[4]